# Theresia Crone

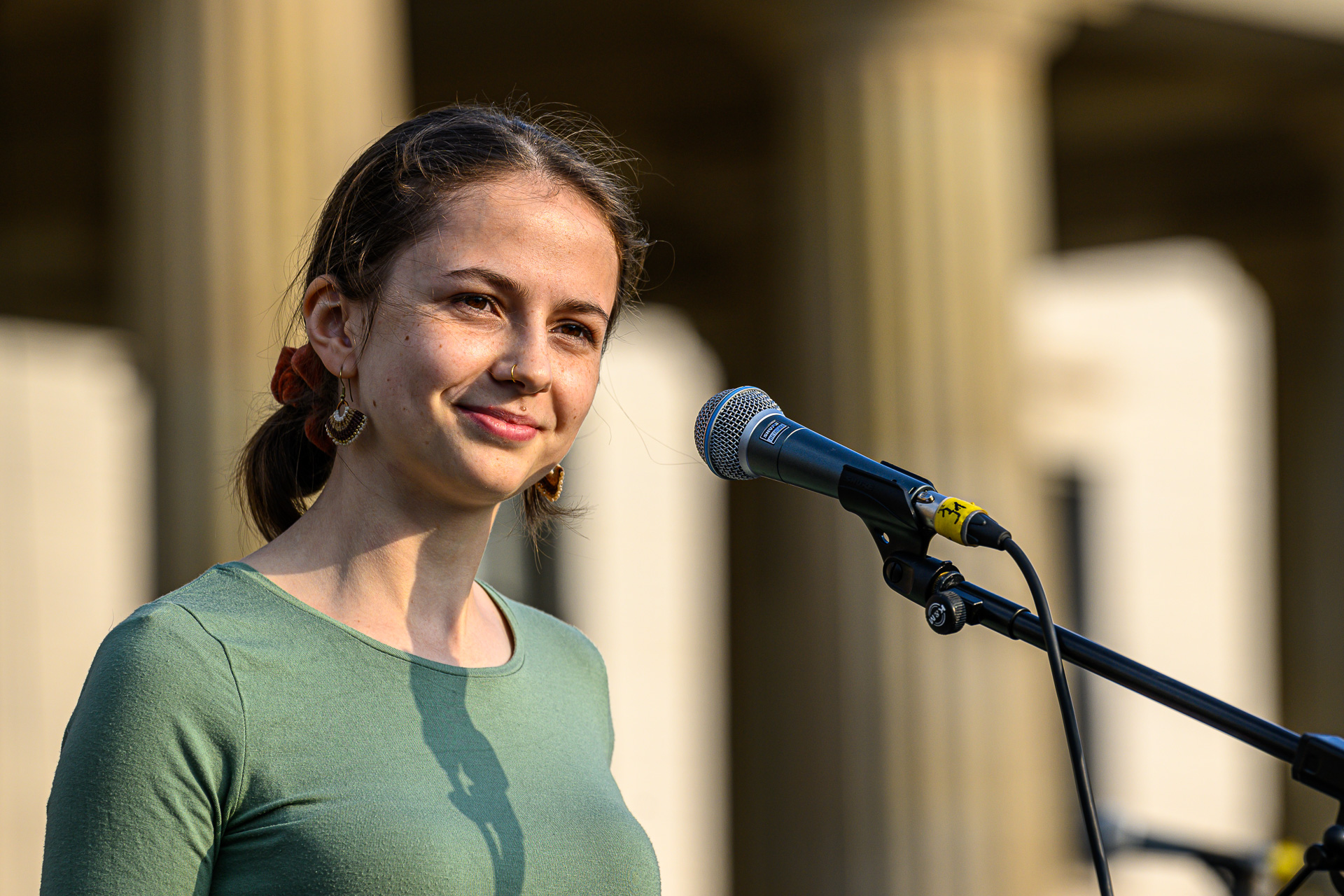
Theresia Crone beim 10. globalen Klimastreik in Berlin im März 2022

Theresia Crone (* 2002 in Schwerin) ist eine deutsche Aktivistin und Kolumnistin. Überregionale Bekanntheit erhielt sie durch ihr regelmäßiges Engagement als Klimaschutzaktivistin (u. a. für Fridays for Future) und für ihre Bemühungen, die Krankheit Endometriose bekannter zu machen.

## Leben
Theresia Crone trat 2019 das erste Mal öffentlichkeitswirksam als Mitglied der Fridays for Future-Ortsgruppe Schwerin in Erscheinung. Im Rahmen einer des wöchentlich stattfindenden Protests, bei dem Crone ihre erste Rede hielt, wurde ein Arbeitstreffen mit der Mecklenburg-Vorpommerischen Ministerpräsidentin Manuela Schwesig und dem damaligen Umweltminister Till Backhaus beschlossen. Resultat dieses Treffens war die Gründung eines Klima- und Nachhaltigkeitsrates für das Bundesland. Eine der damaligen Forderungen dieses Rates war die Abschaltung des Kohlekraftwerks Rostock bis spätestens 2025. Crone war Vorsitzende des Rates.
Crone engagierte sich 2019 zusammen mit Fridays for Future Schwerin und dem lokalen Verein Pro Schwerin für das Anpflanzen eines neuen Waldes in Schwerin, bestehend aus 1.000 Bäumen. Im selben Jahr forderte sie dazu auf, zu Silvester keine Feuerwerkskörper zu kaufen, sondern das Geld lieber an Vereine zu spenden, die damit neue Bäume pflanzen. Bis Juni 2020 wurden 1.200 solcher Bäume für den Wald angepflanzt.
Bei einer Leserumfrage der Zeitungen Norddeutsche Neueste Nachrichten und der Schweriner Volkszeitung zog Crone 2020 auf Platz zehn in die Liste der „zehn Lieblinge unter 35“ ein. Den Platz teilte sie sich mit Sängerin Jennifer Weist und Journalist Tilo Jung. Abgestimmt hatten binnen zehn Tagen ca. 47.000 Menschen.
Als Schülerin war Theresia Crone Vorstandsmitglied des Landesschülerrat Mecklenburg-Vorpommern. Als im Frühjahr 2020 im Zuge der COVID-19-Pandemie in Deutschland unklar war, wie die Bundesländer mit den anstehenden Abiturprüfungen umgehen würde und in Mecklenburg-Vorpommern ein Entfall der abschließenden Abiturprüfung und einer Vergabe eines Abiturs, das sich auf Basis der vorherigen Notendurchschnitte berechnen sollte, diskutiert wurde, positionierte sich Crone zunächst für eine Durchführung der Abschlussprüfungen. Später relativierte sie die Position unter Berufung auf die wachsende Chancenungleichheit, da „[d]ie Vergleichbarkeit der Bildung […] in dem Moment verloren gegangen [ist], als die digitale Infrastruktur Voraussetzung zum Lernen wurde“.
Crone ist Tochter des CDU-Politikers, Juristen und ehemaligen Bürgerbeauftragten des Landes Mecklenburg-Vorpommern Matthias Crone und einer Ärztin. Zu einer möglichen Karriere in der Politik positionierte sie sich 2020 aufgrund der eher familienfeindlichen Arbeitsbelastung eher abgeneigt: „Gerade, wenn man für ein Amt kandidiert, ist man sehr viel unterwegs.“ Crone besuchte die katholische Privatschule Niels-Stensen-Schule Schwerin, wo sie auch Schülersprecherin war. Seit 2020 studiert sie an der Universität zu Köln und an der Université Paris 1 Panthéon-Sorbonne deutsch-französische Rechtswissenschaft. Crone hat beim Schleswig-Holsteinischen Zeitungsverlag eine unregelmäßig erscheinende Kolumne, für die sie ihre Beiträge auch in Form eines Podcasts veröffentlicht.
Seit November 2024 arbeitet Crone als wissenschaftliche Mitarbeiterin für die Kanzlei von Chan-jo Jun.

## Auseinandersetzungen und Positionen

### Nordstream 2
Im Januar 2021 positionierte sich Crone als Aktivistin von Fridays for Future und damalige Vorsitzende des Klima- und Nachhaltigkeitsrates gegen die Pläne des  Kabinetts Schwesig I, eine „Stiftung Klima- und Umweltschutz“ zu gründen, um die Nordsee-Gaspipeline Nord Stream 2 bauen zu lassen. Hintergrund waren angekündigte wirtschaftliche Sanktionen der Vereinigten Staaten, sollten sich Unternehmen am Bau der Pipeline beteiligen. Die Stiftung sollte, unter dem Vorwand, sich für Umweltschutz einzusetzen, den Bau des Endstückes der Pipeline auf deutschem Gebiet verantworten. Crone protestierte zunächst mit Fridays for Future und dem Bündnis Ende Gelände gegen den Weiterbau der Pipeline und zeigte sich zu Gesprächen, die Ministerpräsidentin Manuela Schwesig angeboten hatte, offen.
Wenige Tage später, am 18. Januar 2021, trat Crone als Vorsitzende des „Rates für Umwelt und Nachhaltigkeit“ zurück. Dem Nachrichtenmagazin Der Spiegel sagte sie, dass sie den Schritt tätigte, um ihre „Haltung, Integrität und Glaubwürdigkeit“ zu bewahren: „Eine Klimaschutzstiftung, die klimaschädliche Infrastruktur schaffen soll, kann ich in keinster Art und Weise mittragen oder legitimieren.“ Ihre Entscheidung traf Crone im Lichte des Attentats auf Alexei Nawalny und stellte damit die Frage, ob es neben der umweltpolitischen Dimension auch mit seiner Haltung vertretbar sein könnte, mit Russland geschäftliche Beziehungen zu unterhalten. Die Stiftung, die Crone als Etikettenschwindel bezeichnete, habe eine Grenze überschritten, da Erdgas keine Brückentechnologie sei, sondern die schnelle Klimawende um Jahre blockiere. Crone merkte an, dass es im Zuge ihres Rücktrittes „massive Reaktionen“ (Frank Pubantz) gegeben habe. Nach ihrem Rücktritt wurde die Aktivistin Miriam Rakel Nachfolgerin als Ratsvorsitzende.

### Endometriose
Zu Beginn des Jahres 2022 erregte Theresia Crone mit der Kampagne „#EndEndoSilence“ überregionale Aufmerksamkeit. Zusammen mit jungen politischen Aktivisten wie Mattheus Berg und Influencern wie Fabian Grischkat initiierte sie auf der Plattform Change.org eine Petition, die sich an Bundesgesundheitsminister Karl Lauterbach richtete. Ähnlich wie bei der kurz zuvor in Frankreich durch Staatspräsident Emmanuel Macron verkündeten nationalen Strategie gegen Endometriose richtete Crone als Initiatorin der Petition drei Forderungen an Lauterbach: eine bundesweite Aufklärungskampagne, Fördergelder für die Forschung und einen nationalen Aktionsplan zu geschlechtergerechter Medizin.
Die Petition startete erfolgreich, binnen 48 Stunden hatten 50.000 Menschen die Petition unterzeichnet, nach einer Woche sammelten sich online über 70.000 Unterschriften, mittlerweile hat sie über 90.000 Personen mitgezeichnet. Zuspruch bekam Crone unter anderem von der Journalistin Maja Weber in einem Interview des Tagesspiegels. Crone, die selbst Endometriose-Patientin ist, kämpft damit gegen das Stigma, das diese Leiden gesellschaftlich habe.

### #ReclaimTikTok
Im Vorfeld zur Europawahl 2024 beteiligte sich Crone an der von Aktivistin Magdalena Hess ins Leben gerufene Aktion #ReclaimTikTok. Das selbsterklärte Ziel lag darin, auf der Kurzvideoplattform TikTok politische Inhalte abseits der AfD zu produzieren und zu veröffentlichen. Vorausgegangen war der Aktion die im Januar 2024 von Correctiv veröffentlichte Recherche zum Treffen von Rechtsextremisten in Potsdam 2023. Mit der Aktion beabsichtigten die Aktivisten, zu denen Crone zählte, TikTok so „zurückzugewinnen“. In ihrer Kolumne für den Schleswig-Holsteinischen Zeitungsverlag beschreibt sie, wie sie zusammen mit Freunden Videos gepost haben, die dazu aufrufen, die Plattform mit demokratischen Inhalten zu füllen. Als Resultat davon sei sie und andere Teilnehmer der Aktion Opfer von Hassrede und Bedrohung geworden. Dem Nachrichtenmagazin Der Spiegel erklärte sie den Ursprung der Aktion so: „Ich hatte immer wieder mal mit Freundinnen darüber gesprochen, dass wir eigentlich TikToks drehen müssten, weil es so viel rechten Content auf der Plattform gibt, der oft unwidersprochen bleibt.“ Die Aktion brachte zwischenzeitlich über 36.000 Videos unter dem Hashtag zusammen. Crone und andere Aktivisten erhielten für ihr Engagement Morddrohungen. Die Videos unter dem Hashtag wurden über 120 Millionen Mal angeklickt.